# Chlamylla borealis
Chlamylla borealis är en snäckart som beskrevs av Bergh 1886. Chlamylla borealis ingår i släktet Chlamylla och familjen Flabellinidae. Inga underarter finns listade i Catalogue of Life.